# Coal Valley
Coal Valley és una població dels Estats Units a l'estat d'Illinois. Segons el cens del 2000 tenia 3.606 habitants.

## Demografia
Segons el cens del 2000, Coal Valley tenia 3.606 habitants, 1.373 habitatges, i 1.059 famílies. La densitat de població era de 486,8 habitants/km².
Dels 1.373 habitatges en un 33,8% hi vivien nens de menys de 18 anys, en un 64,6% hi vivien parelles casades, en un 9% dones solteres, i en un 22,8% no eren unitats familiars. En el 18,2% dels habitatges hi vivien persones soles el 6,6% de les quals corresponia a persones de 65 anys o més que vivien soles. El nombre mitjà de persones vivint en cada habitatge era de 2,63 i el nombre mitjà de persones que vivien en cada família era de 2,97.
Per edats la població es repartia de la següent manera: un 24,8% tenia menys de 18 anys, un 9,1% entre 18 i 24, un 29,1% entre 25 i 44, un 27,4% de 45 a 60 i un 9,6% 65 anys o més.
L'edat mediana era de 38 anys. Per cada 100 dones de 18 o més anys hi havia 96,7 homes.
La renda mediana per habitatge era de 49.228 $ i la renda mediana per família de 56.114 $. Els homes tenien una renda mediana de 40.801 $ mentre que les dones 23.529 $. La renda per capita de la població era de 20.996 $. Aproximadament el 6,7% de les famílies i el 7,4% de la població estaven per davall del llindar de pobresa.

## Poblacions properes
El següent diagrama mostra les poblacions més properes.